# Anne Boutin
Pour les articles homonymes, voir Boutin.
Anne Boutin, née le 24 novembre 1968, est une physico-chimiste et chimiste théoricienne française, directrice de recherche au CNRS et directrice du Département de chimie à l'École normale supérieure. Spécialiste de la thermodynamique moléculaire, elle développe des outils de simulation moléculaire ainsi que des approches théoriques pour l'étude de la structure, la dynamique, la thermodynamique et la réactivité des fluides moléculaires confinés.

## Biographie
Anne Boutin a fait ses études supérieures à l'École normale supérieure et à l'université Paris-XI à Orsay. Elle obtient son doctorat en chimie physique à l'université Paris-XI en 1992, pour sa thèse sous la direction d'Alain Fuchs intitulée « La fusion d'un cristal moléculaire. Une étude par simulation numérique de la dynamique moléculaire » puis effectue un post-doctorat à l'Imperial College, à Londres. Elle est recrutée comme chargée de recherche au CNRS en 1994, au sein du Laboratoire de chimie physique (CNRS, université Paris-XI). Elle est promue directrice de recherche en 2005.
Depuis 2009, elle travaille au sein du laboratoire PASTEUR (Processus d'activation sélective par transfert d'énergie uni-électronique ou radiatif) de l'ENS. Elle est professeure attachée à l'ENS, et directrice du Département de chimie de l'ENS depuis 2014.
Elle est membre du conseil d'administration de l'AFDESRI (Association pour les femmes dirigeantes de l'enseignement supérieur, de la recherche et de l'innovation), dont l'objectif est de lutter contre le plafond de verre qui affecte les femmes dans le domaine universitaire.

## Distinctions
- Chevalier de la Légion d'honneur, 2017
- Médaille de bronze du CNRS, 1999
- Prix de thèse Nathalie Demassieux de la Chancellerie des Universités de Paris, 1993